# خورخي أمبويرو
خورخي أمبويرو (بالإسبانية: Jorge Ampuero)‏ هو مدرب كرة قدم ولاعب كرة قدم تشيلي في مركز الدفاع، ولد في 17 أبريل 1987 في سانتياغو في تشيلي. لعب مع ديبورتيس ميليبيلا.

## وصلات خارجية
- خورخي أمبويرو على موقع قاعدة بيانات كرة القدم.إي يو (الإنجليزية)
- خورخي أمبويرو على موقع Soccerway.com (الإنجليزية)
- خورخي أمبويرو على موقع عالم كرة القدم.نت (الإنجليزية)
- خورخي أمبويرو على موقع AS.com (الإسبانية)